# 原田種成 (漢文学者)
原田 種成（はらだ たねしげ、1911年（明治44年）1月2日 - 1995年（平成7年）1月29日）は、日本の漢文学者、大東文化大学名誉教授。号は「臧軒」。

## 経歴
1911年、東京で生まれた。大東文化学院高等科を卒業。
群馬師範学校教授に就いた。後に国士舘大学教授。1960年、学位論文『本邦伝来の貞観政要の研究』を法政大学に提出して文学博士。1970年、大東文化大学教授に転じた。1985年に大東文化大学を退任し、名誉教授となった。1995年に十二指腸がんのため前橋市で死去。

## 著作
著書
- 『貞観政要の研究』吉川弘文館 1965
- 『先生と母親の漢字教室：漢字早おぼえ・書取りの基準』愛育出版(愛育新書) 1965
- 『広韻反切索引』 無窮会東洋文化研究所 1966
- 『貞観政要』明徳出版社(中国古典新書) 1967
- 『貞観政要 上・下』(新釈漢文大系 95・96) 明治書院 1978-1979
- 『会沢正志斎・藤田東湖』(叢書・日本の思想家 36) 明徳出版社 1981
- 『漢字の常識』三省堂 1982
- 『漢文のすゝめ：諸橋『大漢和』編纂秘話』新潮社(新潮選書) 1992
- 『文選（文章篇）上』(新釈漢文大系 82) 明治書院 1994[5]
- 『私の漢文講義』大修館書店 1995

共編著
- 『漢字漢語の常識』長沢規矩也共著、知新堂 1953
- 『宋名臣言行録』諸橋轍次共著、明徳出版社(中国古典新書) 1972
- 『中国詩文選』内山知也共著、桜楓社 1973
- 『四書集注 朱子學大系 7・8』明徳出版社 1974[6]
- 『新明解漢和辞典』長沢規矩也・戸川芳郎共編、三省堂 1986
- 『漢字小百科辞典』編、三省堂 1989
- 『文選〈文章篇〉』(新書漢文大系 35) 明治書院 2007[7]

校訂など
- 『論語知言』東条一堂著、校訂、書籍文物流通会 1965
- 『大學中庸章句 纂標』朱熹著増注、瀧川亀太郎纂標、松雲堂書店 1972、新版 2000
- 『訓注・史記會注考證 列傳 2』瀧川亀太郎考證、石川梅次郎共訓注、松雲書院 1977
- 『宋史 本紀 訓点本』編、汲古書院 1979
- 『四庫提要 訓点本 経部』(全7巻) 汲古書院 1981-1983
- 『四庫提要 訓点本 子部』(全7巻) 汲古書院 1983-1994
- 『四庫提要 訓点本 集部』(全8巻) 汲古書院 1984-1994
- 『詩經集傳抄 校注』松雲書院 1986
- 『宋史 文苑伝 訓点本』汲古書院 1986
- 『四庫提要 訓点本 史部』(全5巻) 汲古書院 1987-1993
- 『文選抄 和刻本六臣註』内山知也共編、汲古書院 1993

## 参考
- 『私の漢文講義』での著者紹介